# ヨドバシカメラpresents ロバートの家電研究所
『ヨドバシカメラpresents ロバートの家電研究所』（ヨドバシカメラプレゼンツ ロバートのかでんけんきゅうじょ）は、2016年4月3日から2022年9月25日までRKB毎日放送（RKBラジオ）等で放送されていた情報番組である。

## 番組概要
- 秋山竜次所長を含めたロバートのメンバーが、家電の新商品、変わった商品などを紹介する番組。
- JRN加盟局4局で放送されたがヨドバシカメラの店舗がある宮城県（東北放送）・福島県（ラジオ福島）・新潟県（新潟放送）・東京都・神奈川県・千葉県・埼玉県・栃木県（いずれもTBSラジオ）・山梨県（山梨放送）では放送されなかった。

## 放送時間
- RKB毎日放送：日曜日 10:00 - 10:10（2016年4月3日 - 2022年9月25日）
- 北海道放送：日曜日 10:00 - 10:10（2016年10月2日 - 2022年9月25日）※2021年3月までは日曜日 9:50 - 9:59
- CBCラジオ：土曜日 13:25頃 - 13:35頃（『若狭敬一のスポ音』に内包[1]。2016年10月2日 - 2022年9月24日）※2021年3月までは日曜日 9:16 - 9:26（『小堀勝啓の新栄トークジャンボリー』に内包）。
- MBSラジオ：土曜日 13:50 - 13:59（2017年10月7日 - 2022年9月24日）※2018年3月までは土曜日 13:45 - 13:55

## パーソナリティ
- ロバート

## テーマ曲
- DEPAPEPE「Sky!Sky!Sky! '07 ver.」

## スポンサー
- RKB毎日放送：ヨドバシカメラ マルチメディア博多
- 北海道放送：ヨドバシカメラ マルチメディア札幌
- CBCラジオ：ヨドバシカメラ マルチメディア名古屋松坂屋店
- MBSラジオ：ヨドバシカメラ マルチメディア梅田

それぞれ、地元の各店舗の名義で提供読みを行う。